# Florian Mokrski

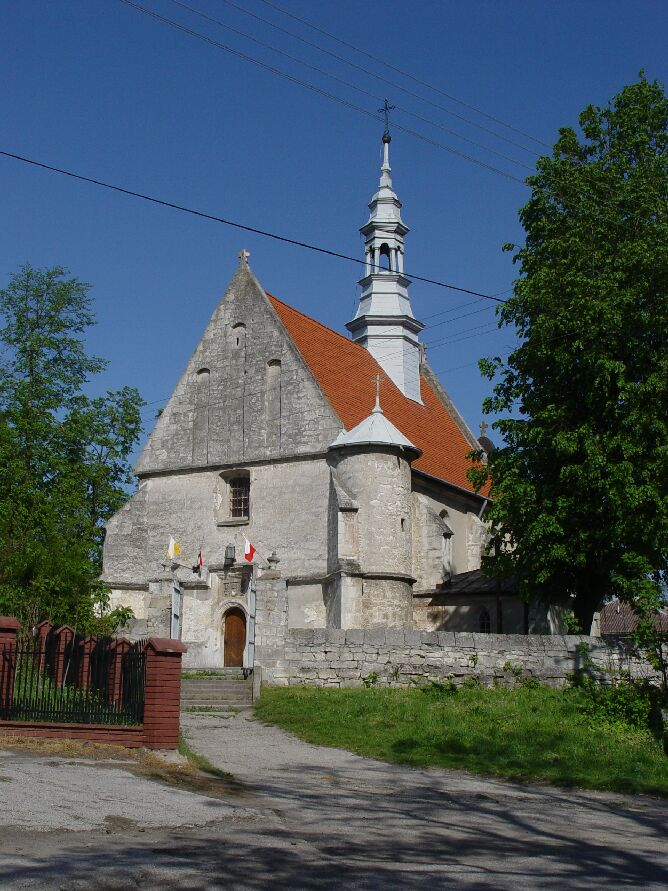
Kościół w Dobrowodzie fundacji bp. Floriana z Mokrska

Florian Mokrski herbu Jelita (ur. ok. 1305, zm. 6 lutego 1380 w Krakowie), syn Piotra z Mokrska – polski duchowny katolicki, w latach 1367–1380 biskup krakowski, kustosz sandomierski, kanonik kapituły kolegiackiej św. Floriana w Krakowie, kanonik wrocławski.
Był kanclerzem łęczyckim i proboszczem krakowskim. W 1351 na polecenie króla Kazimierza Wielkiego odbywa podróż do Włoch, której celem jest zapoznanie się z organizacją uniwersytetów w Padwie i Bolonii. Wraz z Januszem Suchywilkiem oraz Jarosławem Bogorią Skotnickim opracowuje akt fundacyjny Akademii Krakowskiej. W 1367 zostaje mianowany biskupem krakowskim. Jako biskup otoczył murami obronnymi miasto i zamek w Iłży, nadał grunty, lasy i łąki Bodzentynowi, ufundował kościół parafialny w Dobrowodzie, gdzie znajdował się jeden z dworów biskupów krakowskich oraz wybudował kościół w Węgleszynie koło Chęcin. W 1373 opublikował statuty synodalne.